# Graeme Bachop
Graeme Thomas Miro Bachop (Christchurch, 11 de junio de 1967) es un exjugador japonés de rugby nacido en Nueva Zelanda que se desempeñaba como medio scrum.

## Carrera
Es miembro de una familia de rugby; su hermano es Stephen Bachop y su hermana es madre de Aaron Mauger y Nathan Mauger.
En Nueva Zelanda jugó en Canterbury RFU desde su debut en 1987, hasta su última temporada en 1997 cuando se consagró campeón. En 1998 emigró a Japón donde jugó para los Sanix Blues de Fukuoka hasta su retiro en 2002.

## Selección nacional[1]

### Nueva Zelanda
Debutó con los All Blacks en noviembre de 1989 ante los Dragones Rojos y jugó regularmente con ellos hasta 1995. La llegada de Justin Marshall le quitó su lugar en la selección y en 1998 se marchó a Japón. En total disputó 31 partidos y marcó cuatro tries (20 puntos).

### Japón
Representó a los Brave Blossoms en 1999 jugando ocho partidos y sin marcar puntos. Fue junto a Patricio Noriega los últimos jugadores en representar a dos selecciones ya que la práctica quedó prohibida al año siguiente.

## Participaciones en Copas del Mundo
| Mundial                       | Sede       | Resultado     | PJ | Tries |
| ----------------------------- | ---------- | ------------- | -- | ----- |
| Copa Mundial de Rugby de 1991 | Inglaterra | Tercer puesto | 5  | 0     |
| Copa Mundial de Rugby de 1995 | Sudáfrica  | Subcampeón    | 5  | 1     |
| Copa Mundial de Rugby de 1999 | Gales      | Primera fase  | 3  | 0     |

## Palmarés
- Campeón del Pacific Rim Championship de 1999.
- Campeón de la ITM Cup de 1997.